# Boarmia biserrata
Boarmia biserrata là một loài bướm đêm trong họ Geometridae.